# Małgorzata Osiej-Gadzina
Małgorzata Osiej-Gadzina (ur. 14 października 1965 w Krapkowicach) – polska aktorka teatralna. Absolwentka wydziału lalkarskiego PWST we Wrocławiu (rocznik 1990). Zadebiutowała rolą Ewy w spektaklu Brudne czyny 18 czerwca 1989 roku na deskach Teatru Polskiego we Wrocławiu. Aktorka Teatru im. C.K. Norwida w Jeleniej Górze.
Mężatka. Mąż Tomasz jest muzykiem. Ma córkę Julię i syna Ignacego.

## Filmografia
- 2001: Cisza – fryzjerka
- 2003: Fala zbrodni – pielęgniarka (odc. 6 Hydra)
- 2004: Pierwsza miłość – nauczycielka w szkole, do której uczęszczali Mariusz Krzyżanowski i jego dziewczyna Klaudia Poraj
- 2005: Świat według Kiepskich – Pączkowa (odc. 239 Grunt to rodzinka)
- 2005–2006: Tango z aniołem
- 2006: Fala zbrodni (odc. 54 Piekło dla wszystkich)
- 2009: Afonia i pszczoły
- 2010: Maraton tańca – Ryśkowa
- 2011−2013: Głęboka woda – Ola (odc. 6); Jadzia (odc. 21)

## Role teatralne
W Ośrodku Teatru Otwartego "Kalambur" we Wrocławiu:
- 1990: Piosenki Trójkąta Bermudzkiego – Zocha
- 1991: Żegnaj, kruku! – Klara
- 1993: Pastorałka

W Teatrze im. C.K. Norwida w Jeleniej Górze:
- 1996: Miarka za miarkę – Julia
- 1996: Królowa Śniegu – Gerda
- 1998: Dziady – Zosia
- 1998: Śluby panieńskie – Klara
- 1998: Przyjaciel wesołego diabła – Piszczałka
- 1999: Balladyna – Goplana
- 1999: Far Niente – Celina
- 2000: Królowa i Szekspir – Lady Southwell
- 2001: Elektra – Chryzotemis
- 2001: Przygody Tomka Sawyera – Becky Thatcher
- 2002: Mistrz i Małgorzata – Małgorzata
- 2003: Wielka woda – Hippiska
- 2004: Tango – Ala
- 2005: Czerwone nosy – Małgorzata
- 2005: Honor Samuraja – Sheylee
- 2006: Merylin Mongoł – Olga "Merylin Mongoł"
- 2007: Don Kichote – Dulcynea; Śmierć; Królowa
- 2007: Kariera Artura Ui – Betty Dulfeet
- 2008: Okrutne i czułe – Amelia
- 2008: Intryga i miłość – Lady Milford
- 2008: Klątwa – Dziewka
- 2009: Sztuka dla dziecka – Leni Riefenstahl
- 2009: Jesteśmy braćmi? – Susan
- 2009: Scrooge. Opowieść wigilijna o Duchu – pani Cratchit; przechodzień; nędzarka; duch
- 2010: Przygody rozbójnika Rumcajsa – Hanka
- 2011: Bóg mordu – Annette Reille
- 2011: Proces – Praczka